# 高津警察署

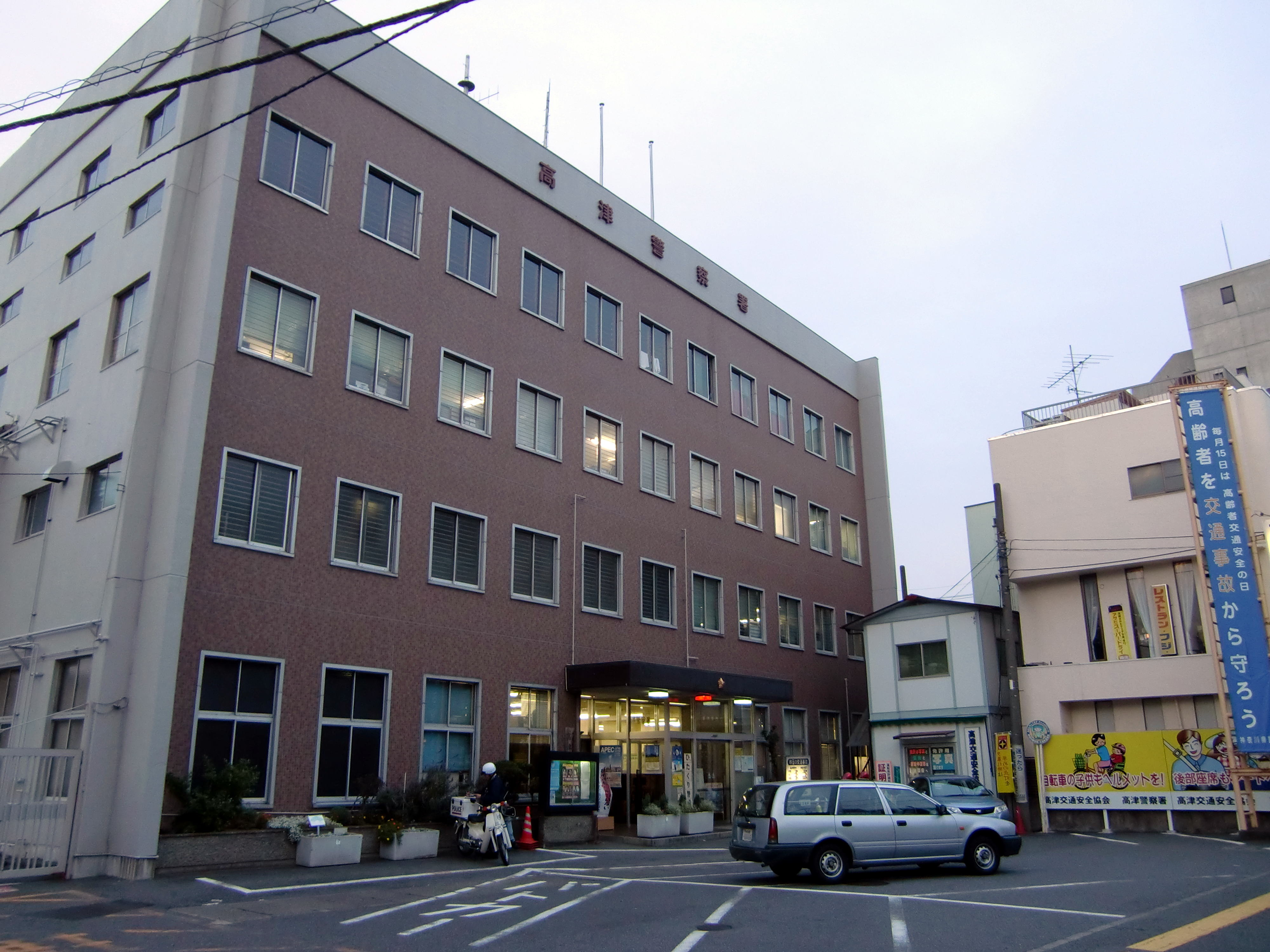
高津警察署（耐震改修工事以前の庁舎）

高津警察署（たかつけいさつしょ）は、神奈川県警察が管轄する警察署の一つである。
川崎市警察部隷下、第三方面に属する中規模警察署であり署長の階級は警視。識別章所属表示はSE。庁舎は東急田園都市線・大井町線高津駅の目の前に建つ。
管内居住人口およそ23万人。管轄区域内には国道246号や国道409号、中原街道等多くの主要幹線道路が集中し、交通事案が多くなっている。また特に、JR南武線の武蔵溝ノ口駅と東急田園都市線・大井町線の溝の口駅前周辺から高津駅に至るまでの地域は古くからの商店街に加えて遊戯施設が増え、多くの居酒屋等も存在する為、街頭犯罪多発地域となっている。（溝の口駅周辺は警察本部により歓楽街総合対策重点取締地区に指定されている。）
毎年夏季には多摩川花火大会や高津区民祭等が開催され、多くの人出があることから署員総出で警備にあたる。
管轄区域北側が東京都世田谷区と隣接していることから、しばしば警視庁玉川警察署と相互の緊急配備や事件手配がなされ、その訓練も行われている。

## 所在地
- 川崎市高津区溝口四丁目5番1号
  - 最寄駅：東急田園都市線・大井町線 高津駅

## 管轄区域
- 川崎市高津区
  - 管轄面積：17.10km2

## 沿革
- 1889年（明治22年）4月1日 神奈川警察署高津分署を開設。
- 1926年（大正15年）6月10日 高津警察署に昇格。
- 1948年（昭和23年）3月7日 旧警察法の公布に伴い、自治体警察として川崎市警察が発足。川崎市高津警察署となる。
- 1954年（昭和29年）7月1日 警察法の改正に伴い、神奈川県高津警察署となる。
- 1962年（昭和37年）4月1日 管轄区域のうち、現在の川崎市多摩区・麻生区の地域を新設された稲田警察署に移管。
- 1971年（昭和46年）3月11日 現庁舎が落成。
- 1986年（昭和61年）4月1日 管轄区域のうち、川崎市宮前区を新設された宮前警察署に移管。

## 組織
署員数200名以上
- 署長（警視）
- 副署長（警視）
- 地域担当次長（警視）
- 刑事兼生活安全担当次長（警視）
- 警務課 - 警務係、住民相談係
- 留置管理課（平成28年度新設） - 管理係
- 会計課 - 会計係
- 生活安全課 - 防犯少年係、経済保安係
- 地域第一課 - 地域企画係、地域係
- 地域第二課 - 地域係
- 地域第三課 - 地域係

（警ら用無線自動車3台、小型警ら車3台）
- 刑事課 - 刑事総務係、強行犯係、知能犯係、盗犯係、鑑識係、暴力国際犯係、薬物銃器対策係
- 交通課 - 交通総務係、交通捜査係、交通指導係
- 警備課 - 公安係、外事係

※「神奈川県警察の組織に関する規則（昭和44年神奈川県公安委員会規則第2号）」を参考にした。

## 交番・駐在所
- 溝口駅前交番（高津区溝口1丁目2番2号）
- 二子新地駅前交番（高津区諏訪1丁目2番1号、旧二子橋交番が移転）
- 北見方交番（高津区二子6丁目13番5号）
- 千年交番（高津区千年625番地）
- 久末交番（高津区久末1281番地）
- 末長交番（高津区末長3丁目1番25号）
- 津田山駅前交番（高津区下作延6丁目4番4号）

## 連絡所
- 梶ヶ谷連絡所

## 自動車ナンバー自動読取装置（Nシステム）
- 高津区溝口6丁目（国道246号）
- 高津区下作延1丁目（一般市道）
- 高津区諏訪2丁目（一般市道）

## 過去の重大事件・事故
- 花形敬刺殺事件
- 神奈川金属バット両親殺害事件
- 3Dプリンター銃製造事件

## 主な未解決事件
- 二子6丁目における強盗殺人事件[1]